# Widdrington Station and Stobswood
Widdrington Station and Stobswood – civil parish w Anglii, w hrabstwie Northumberland. Leży 30 km na północ od miasta Newcastle upon Tyne i 426 km na północ od Londynu. W 2001 miejscowość liczyła 2386 mieszkańców.